# José Cassandra
José Cardoso Cassandra (illa de Príncipe, 17 de febrer de 1964) és un polític de São Tomé i Príncipe. És President del govern regional de la Regió Autònoma de Príncipe des del 6 d'octubre de 2006. Cassandra és líder de la Unió pel Canvi i el Progrés a Príncipe (UMPP), un grup regionalista independent que dona suport a la coalició Moviment Democràtic de les Forces pel Canvi - Partit Liberal-Partit de Convergència Democràtica - Grup de Reflexió (MDFM-PCD). Fou reelegit l'agost de 2010 i en 2016 continuava en el càrrec.